# Harztor
Harztor is een landgemeente in de noordoostelijke Landkreis Nordhausen in de Duitse deelstaat Thüringen, die op 1 januari 2012 door de fusie van de voormalige gemeenten Ilfeld en Niedersachswerfen ontstaan is.

## Geografie
Harztor bevindt zich in het uiterste noorden van Thüringen, waar zich ook het noordelijkste punt van de vrijstaat bevindt. De gemeente ligt ongeveer negen kilometer noordelijk van de Kreisstad Nordhausen. Buurgemeenten zijn in Thüringen Ellrich, Herrmannsacker, Neustadt/Harz, Harzungen en Nordhausen. Het noorden van de gemeente grenst aan Oberharz am Brocken in Saksen-Anhalt.
De gemeente bestaat uit de ortsteilen Ilfeld (met Birkenmoor, Hufhaus, Netzkater en Wiegersdorf), Niedersachswerfen en Sophienhof.

## Geschiedenis
Oorspronkelijk was het plan om alle zes gemeenten van de Verwaltungsgemeinschaft Hohnstein/Südharz tot een Landgemeente te laten versmelten. Na voorbehouden in de gemeente Neustadt/Harz kwamen de gemeenteraden van Ilfeld en Niedersachswerfen in januari 2011 op het idee om een landgemeente uit slechts twee gemeenten te vormen. Op 30 maart 2011 stemde de gemeenteraad van Niedersachswerfen voor het fusieverdrag, op 5 april 2011 volgde de gemeenteraad van Ilfeld.
Als naam van de nieuwe landgemeente was oorspronkelijk Hohnstein voorzien. Deze werd later in Südharz gewijzigd. Vanwege gelijkenis met de gemeente Südharz (Saksen-Anhalt) werd ook deze naam door het ministerie van binnenlandse zaken in Thüringen verworpen en de dubbelnaam Ilfeld-Niedersachswerfen in het wetgevingsproces opgenomen. In een referendum spraken de inwoners van beide gemeenten zich in meerderheid uit voor de naam Harztor. De fusie zou oorspronkelijk op 1 december 2011 plaatsvinden, maar werd echter 1 maand verschoven.